# 90號州際公路
90号州际公路（英語：Interstate 90，简称I-90）是美国州际公路系统的一部份。西起华盛顿州西雅图，东在麻萨诸塞州波士顿（与麻州州道1A相连）。全长3,020.54英里（4,861.09）。
形成于1957年。是系统中东西线最北的，也是全个系统中最长的。在纽约州路段是纽约州收费公路的一部份。另外在麻萨诸塞州（麻州收费公路）、俄亥俄州（俄亥俄州收费公路）、印第安纳州（印第安纳州收费公路）和伊利诺伊州芝加哥附近（芝加哥天际公路、 西北收费公路）都收费。

## 西北地区段

### 华盛顿州段
90號州際公路的最西端位於西雅圖，通过立交桥與5號州際公路相接。經過的重要城市由西向東有贝尔维尤，埃伦斯堡，摩西湖市，里茨维尔，華盛頓州第二大城斯波坎，和斯波坎谷。

### 爱达荷州段
途經渡假城市柯達倫 Coeur d'alene 和歷史名城華萊士 Wallace。

## 中西部段

### 伊利诺伊州、印第安纳州、俄亥俄州段
90号州际公路自贝洛伊特向南跨入伊利诺伊州西北收费公路（正式名称为珍·亚当斯纪念收费公路），此段与39号州际公路与51号美国国道共构，至樱桃谷离开共构路段，往东南行进入芝加哥都会区。收费路段在过了芝加哥欧海尔国际机场结束，往东进入甘迺迪快速道路（英文︰Kennedy Expressway）。94号州际公路在芝加哥市区北边开始与I-90共构，仍称甘迺迪快速道路，以南北向穿过市区，与 290号州际公路交会后改名丹·莱恩快速道路。 90号州际公路在63街附近离开共构路段，往东南行进入芝加哥天际公路（英文：Chicago Skyway）并开始收费，前行至州界接上印州收费公路。
1999年，芝加哥市决定不提出将这个路段纳编为州际公路系统的申请（芝加哥天际公路亦未百分之百符合州际公路的标准）。芝加哥市将芝加哥天际公路上原本I-90的符号的上方全部加上（往）以资区别。但伊利诺伊州运输部和联邦公路管理局仍将此路段视为90号州际公路。
90号州际公路接续芝加哥天际公路由伊利诺伊州进入印第安纳州，全线收费，名为印州收费公路。在湖站与80号／94号共构路段交会后，80号州际公路转与90号共构，沿印州与密西根州州界南缘往俄亥俄州。沿线最大的都市是南弯。
公路进入俄亥俄州后仍为收费路段，正式名称为俄亥俄州收费公路。路线沿俄亥俄州与密西根州州界南缘至托莱多，再沿伊利湖南岸进入克里夫兰，在进入市区前与80号州际公路／俄亥俄州收费公路分开，收费路段亦结束。 90号州际公路在克里夫兰市区为内环线，71号与77号的北端点即设在与I-90在市区的交会点上。

## 里程及经过主要城市
| 所经州份     | 里程数   | 里程数   | 所经主要都市 粗体化的城镇为使用在交通标志上的正式指定定点城市 |
| 所经州份     | 英里     | 公里     | 所经主要都市 粗体化的城镇为使用在交通标志上的正式指定定点城市 |
| ------------ | -------- | -------- | ------------------------------------------------------------- |
| 华盛顿州     | 296.92   | 477.85   | 西雅图、贝尔维尤、埃伦斯堡、摩西湖市、斯波坎                  |
| 爱达荷州     | 73.55    | 118.37   | 多蓝城、凯洛格、华勒斯                                        |
| 蒙大拿州     | 551.68   | 887.84   | 米苏拉、鹿栈、孤丘、波兹曼、李文斯顿、劳雷尔、比灵斯、哈定    |
| 怀俄明州     | 208.80   | 336.03   | 喜来登、水牛城、吉列                                          |
| 南达科他州   | 412.76   | 664.27   | 急流市、苏瀑                                                  |
| 明尼苏达州   | 275.70   | 443.70   | 亚伯特李                                                      |
| 威斯康辛州   | 108.61   | 174.79   | 拉克罗西、威斯康辛峡谷、麦迪逊、珍斯维尔、贝洛依特            |
| 伊利诺伊州   | 123.89   | 199.38   | 罗克福德、芝加哥                                              |
| 印第安纳州   | 156.28   | 251.51   | 加里、南本德                                                  |
| 俄亥俄州     | 244.75   | 393.89   | 托莱多、克里夫兰                                              |
| 宾夕法尼亚州 | 46.40    | 74.67    | 伊利                                                          |
| 纽约州       | 385.48   | 620.37   | 水牛城、罗彻斯特、雪城、由提卡、斯克内克塔迪、奥尔巴尼        |
| 麻萨诸塞州   | 135.72   | 218.42   | 皮茨菲尔德、春田、伍斯特、波士顿                              |
| 全长         | 3,020.54 | 4,861.09 |                                                               |

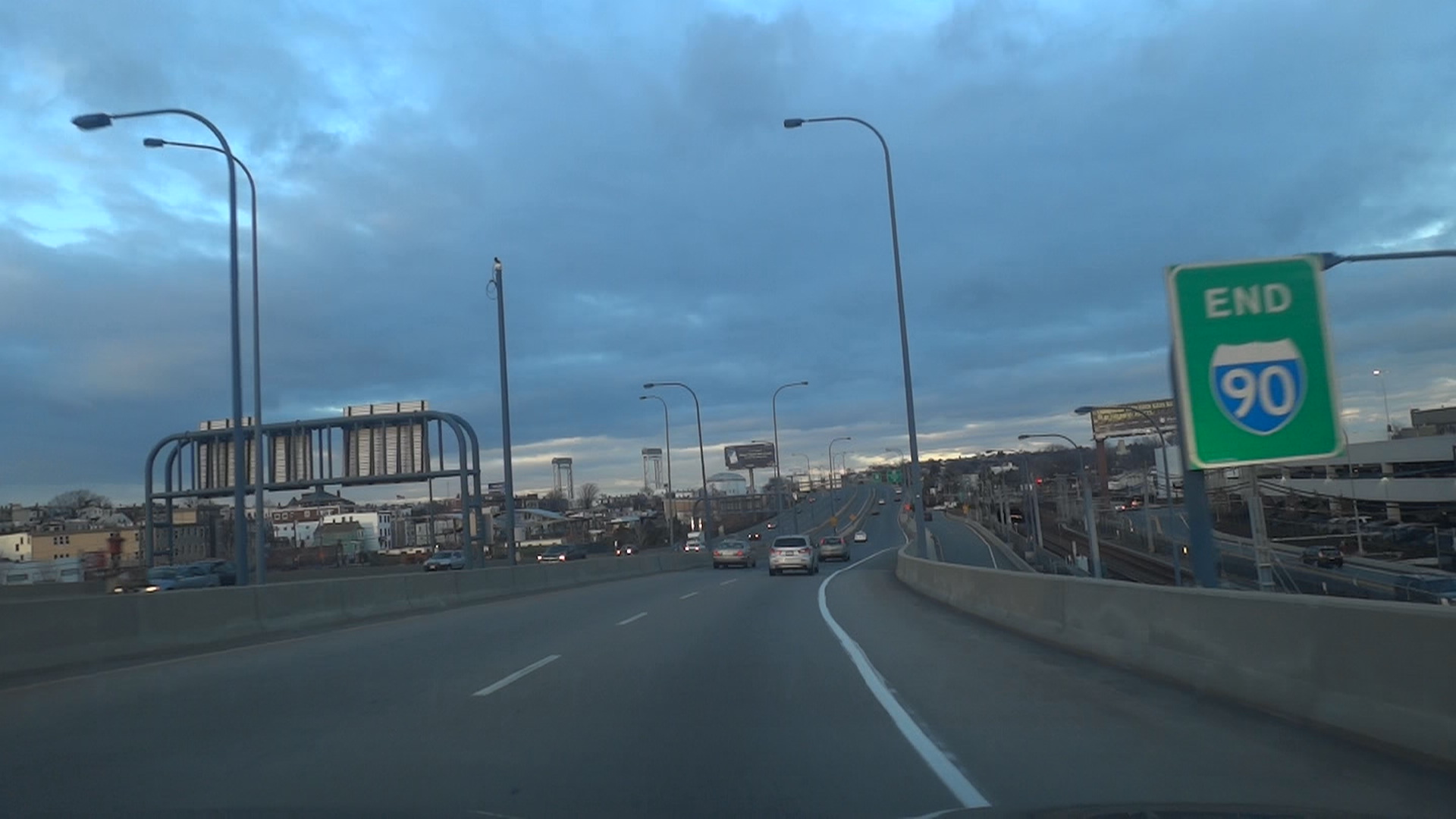
I-90的最东端：罗根国际机场，马萨诸赛州波士顿
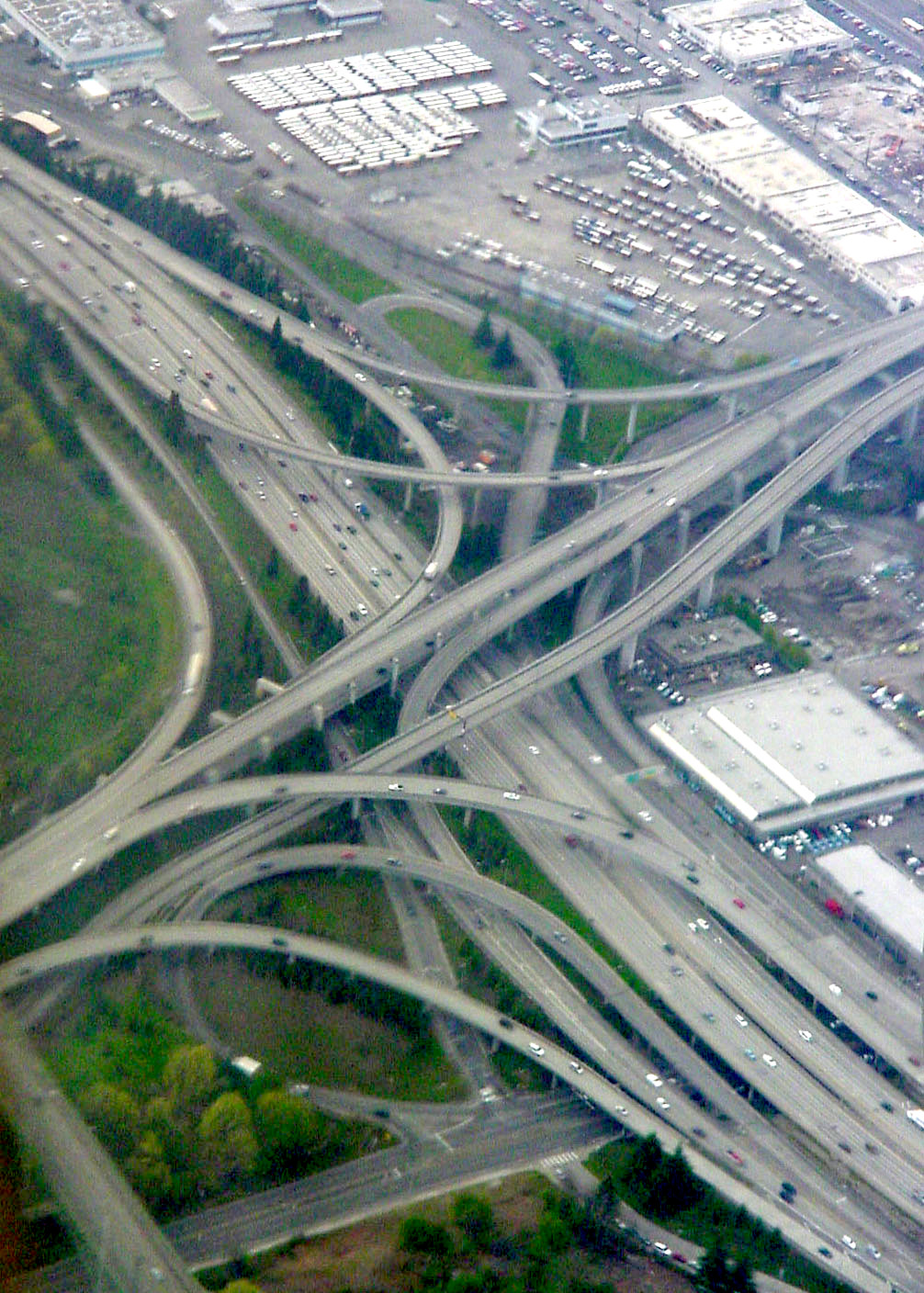
I-90的最西端：与5号州际公路的交汇处，华盛顿州西雅图